# Sulawesikoël
De Sulawesikoël (Eudynamys melanorhynchus) is een vogel uit de familie Cuculidae (koekoeken).

## Verspreiding en leefgebied
Deze soort komt voor op Sulawesi en de Sula-eilanden.

## Status
De Sulawesikoël komt niet als aparte soort voor op de lijst van het IUCN, maar is daar een ondersoort van de Australische koël (Eudynamys orientalis melanorhynchus).